# Chionaema masana
Chionaema masana är en fjärilsart som beskrevs av Rothschild 1912. Chionaema masana ingår i släktet Chionaema och familjen björnspinnare. Inga underarter finns listade i Catalogue of Life.